# 1343
- Wikisource

| Calendário gregoriano                                                        | 1343 MCCCXLIII                                       |
| Ab urbe condita                                                              | 2096                                                 |
| Calendário arménio                                                           | 792 – 793                                            |
| Calendário bahá'í                                                            | -501 – -500                                          |
| Calendário budista                                                           | 1887                                                 |
| Calendário chinês                                                            | 4039 – 4040 Início a 26 de janeiro (aproximadamente) |
| Calendário copta                                                             | 1059 – 1060                                          |
| Calendário etíope                                                            | 1335 – 1336                                          |
| Calendários hindus - Vikram Samvat - Calendário nacional indiano - Cáli Iuga | 1398 – 1399 1264 – 1265 4443 – 4444                  |
| Calendário Holoceno                                                          | 11343                                                |
| Calendário islâmico                                                          | 744 – 745                                            |
| Calendário judaico                                                           | 5103 – 5104                                          |
| Calendário persa                                                             | 721 – 722                                            |
| Calendário rúnico                                                            | 1593                                                 |
| Calendário solar tailandês                                                   | 1886                                                 |

1343 (MCCCXLIII, na numeração romana) foi um ano comum do século XIV do Calendário Juliano, da Era de Cristo, e a sua letra dominical foi E (52 semanas), teve início a uma quarta-feira e terminou também a uma quarta-feira.
No reino de Portugal estava em vigor a Era de César que já contava 1381 anos.
| Ano completo                        |
| ----------------------------------- |
| Ano comum com início à quarta-feira |

## Eventos
- Eduardo, o Príncipe Negro, herdeiro do rei Eduardo III de Inglaterra torna-se Príncipe de Gales.
- Filipe VI da França adquire o Delfinado.
- Joana I sucede a Roberto de Nápoles.
- Falência dos Peruzzi e dos Acciaiuoli.

## Nascimentos
- Chokei, 98º imperador do Japão.

## Mortes
- D. Martim Peres de Soveral, cavaleiro de Avelar, Senhor das honras de Soveral e da Lapa (n. 1276).